# Prionapteryx albiceps
Prionapteryx albiceps là một loài bướm đêm trong họ Crambidae.